# Manuel García Humanes
Manuel García Humanes (Pedrera, 11 de febrero de 1991), más conocido como Manu García, es un futbolista español que juega de portero en el  C. D. Alcoyano de la Primera Federación.

## Trayectoria
Nacido en Pedrera, Sevilla, Andalucía, Manuel García fue representado por el C. D. Pedrera, Écija Balompié y U. D. Marinaleda en su etapa como juvenil. Debutó en categoría absoluta con este último el 27 de septiembre de 2009, llegando como sustituto en la segunda mitad con un 7 – 1 en la Tercera División frente al Recreativo de Huelva "B".
En 2013, se incorporó al Atarfe Industrial C. F. de la Tercera División, después de haber jugado en el Montilla C. F. y el C. D. Pedrera en las divisiones regionales. Posteriormente firmó por la U. D. Maracena y el C. D. El Ejido 2012, logrando la promoción de ascenso a Segunda División B con este último en 2016.
El 7 de junio de 2017, Manu García firmó para el Extremadura U. D. de la Segunda División B. Fue titular durante toda la campaña, contribuyendo con 36 apariciones en la liga y logrando el histórico ascenso del Extremadura U. D. a la Segunda División.
Manu García debutó en categoría profesional el 19 de agosto de 2018, comenzando en un encuentro que finalizó 1 – 1 frente al Real Oviedo.
El 28 de diciembre de 2018, Manu se fue cedido a la S. D. Ponferradina hasta fin de temporada, firmando posteriormente por el conjunto leonés hasta 2021. Al terminar su contrato con la S. D. Ponferradina se marcha al Nàstic de Tarragona.
El 7 de julio de 2023, firma por el Real Murcia C. F. de la Primera Federación de España.
En agosto de 2024 se marcha al C. D. Alcoyano de la Primera Federación.

## Clubes
| Club                    | País   | Año         | Partidos |
| ----------------------- | ------ | ----------- | -------- |
| U. D. Marinaleda        | España | 2009 - 2010 | -        |
| Montilla C. F.          | España | 2010 - 2011 | -        |
| C. D. Pedrera           | España | 2011 - 2013 | -        |
| Atarfe Industrial C. F. | España | 2013 - 2014 | 21       |
| U. D. Maracena          | España | 2014 - 2015 | 30       |
| C. D. El Ejido 2012     | España | 2015 - 2017 | 61       |
| Extremadura U. D.       | España | 2017 - 2019 | 49       |
| S. D. Ponferradina      | España | 2018 - 2021 | 36       |
| Nàstic de Tarragona     | España | 2021 - 2023 | 66       |
| Real Murcia C. F.       | España | 2023 - 2024 | 30       |
| C. D. Alcoyano          | España | 2024 - Act. | 10       |